# Doppler Beam Sharpening

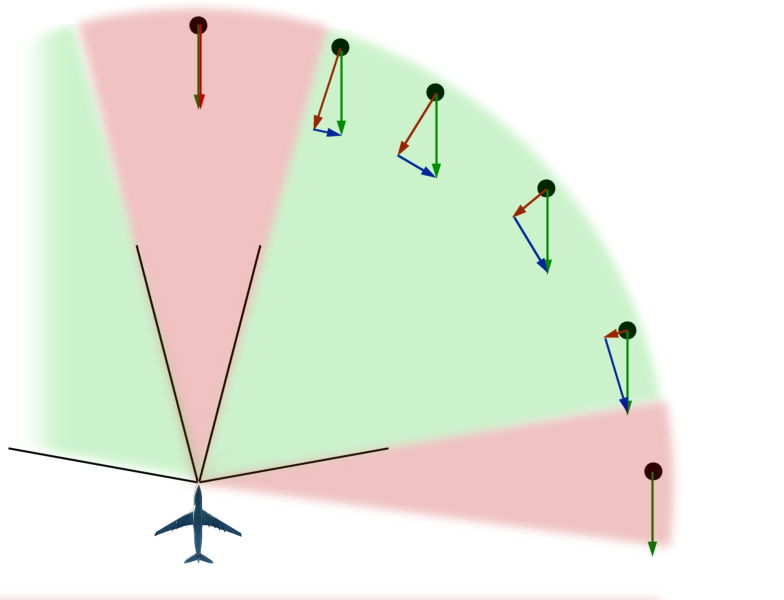
Verschiedene Punkte gleicher Entfernung zum Radar haben unterschiedliche relative Radialgeschwindigkeit (rote Vektoren) und können aufgrund unterschiedlicher Dopplerfrequenz unterschiedlichen Seitenwinkeln zugeordnet werden.

Das Doppler Beam Sharpening ist eine Methode für das Umrechnen gemessener Radarechos in ein Bild. Es ist ein Verfahren zur Verbesserung der Richtcharakteristik von Antennen luftgestützter Radargeräte. Beim Doppler Beam Sharpening wird der Dopplereffekt genutzt, um Informationen aus dem Signalgemisch innerhalb einer Auslenkperiode verschiedenen Seitenwinkeln zuzuordnen.
Der Name ist aus historischen Gründen doppeldeutig. Anfangs wurde schon im Jahre 1951 das SAR-Verfahren von seinem Erfinder Carl Wiley als Doppler Beam Sharpening benannt. Später wurde dieser Name jedoch für ein anderes Verfahren genutzt, mit welchen eine schwenkbare Bordantenne ein Radarbild auf einem Sektor-Sichtgerät in Flugrichtung erzeugt. Das Verfahren von Wiley erhielt einen anderen Namen.

## Verfahren
Bei dem Bugradar eines Flugzeuges müssen Antennen zum Einsatz kommen, deren geometrische Dimensionen (im Bereich von oft weniger als einem halben Meter) begrenzt sind. Selbst bei sehr hohen Arbeitsfrequenzen sind so nur eine relativ geringe Richtwirkung (Halbwertsbreiten von etwa 4°) möglich. Mit einer solchen Antenne sind somit im Real Beam Mode nur sehr geringe Winkelauflösungen möglich.
Die reflektierenden Objekte erzeugen im Bugradar eine Dopplerfrequenz abhängig von der relativen Radialgeschwindigkeit. Je weiter ein Punkt im Auffassungsbereich der Radarantenne von der direkten Kurslinie des Flugzeuges entfernt ist, desto kürzer ist dessen Vektor der Radialgeschwindigkeit (in der Grafik rot gezeichnet) und desto geringer ist die Dopplerfrequenz des Echosignals dieses Punktes. Ist die Geschwindigkeit des Flugzeuges (und somit die Bezugsgröße der Dopplerfrequenz) bekannt, kann aus der gemessenen Dopplerfrequenz des Echosignals die Seitenwinkelabweichung des reflektierenden Objektes berechnet werden.
Wird diese Berechnung für jedes Pixel des Radarbildes durchgeführt, so ist das Ergebnis ein wesentlich schärferes Bild als ohne Anwendung dieses Verfahrens. Das generierte Bild entspricht in weiten Bereichen einem Bild, das ansonsten nur mit einer sehr viel höherer Richtwirkung der Radarantenne erzielt werden könnte. Allerdings funktioniert das Verfahren nur dort, wo auch ein messbarer Unterschied in der Dopplerfrequenz entsteht. Direkt in Flugrichtung und bis etwa 15° links und rechts daneben ist das Verfahren uneffektiv und bringt keine Verbesserung des Bildes. Im Bereich des effektiven Einsatzes des Doppler Beam Sharpening kann die Seitenwinkelauflösung von einer Antenne mit einem Öffnungswinkel von etwa 4° auf Werte um 0,5° verbessert werden.
Das Verfahren wurde 1970 in dem Frontradar AN/APG-66 der Firma Westinghouse genutzt und die ersten ausgelieferten Versionen des Jagdflugzeugs F–16 von General Dynamics wurden damit ausgestattet.